# 柳田圣山
柳田圣山（日语：柳田聖山, 1922年12月19日—2006年11月8日）是一位日本佛教学者，主要研究中国禅宗史。

## 生平
1922年出生于日本滋贺县爱知郡稻枝村（现彦根市），原姓横井。1942年毕业于临济学院专门学校（现花园大学），1948年毕业于大谷大学，1949年进入花园大学佛教学院担任助手，1950年升任讲师，1954年升任副教授，改姓柳田。1960年升任教授，1968年升任文学部长，1976年担任京都大学人文科学研究所教授，1985年升任所长。1986年退休，担任京都大学名誉教授。同年担任中部大学教授。1988年担任花园大学文学部教授，花园大学国际禅学研究所所长。1989年将所藏14,000册书籍捐献给研究所。

## 家庭
岳父是柳田谦十郎（西田幾多郎门下学徒），妻子是日本茶道家柳田宗葩。